# Immensa Pastorum
 (mai 2025).
Immensa Pastorum est une lettre apostolique promulguée par Benoît XIV le 20 décembre 1741, condamnant les abus des conquistadors.

## Titre
Le titre complet de la lettre est Bulles "Immensa pastorum et Ex quo singulari" contre la Compagnie de Jésus pour l'affranchissement des Indiens du Paraguay et la condamnation des rites chinois.

## Adresse
Elle est adressée aux évêques du Brésil, et autres dominions du roi Jean V du Portugal, aux Caraïbes et en Amérique.
Préoccupé par le bien-être spirituel des Indiens, Il condamne l'esclavage des Indiens, ainsi que les mauvais traitements dont ils sont victimes.
Il renouvelle et confirme les directives, interdictions et censures ecclésiastiques de Ses prédécesseurs Paul III et Urbain VIII.